# 宮崎県道16号稲葉崎平原線
宮崎県道16号稲葉崎平原線（みやざきけんどう16ごう いなばざきひらばるせん）は、宮崎県延岡市を通る県道（主要地方道）である。

## 概要
延岡市稲葉崎町2丁目（市街地北部）から延岡市平原町5丁目（市街地南部）に至る。延岡バイパス開通後の旧国道10号をもって本路線が認定されたが、後に延岡西環状線が整備されたことで国道218号交点以南については延岡西環状線（愛宕通線、五ヶ瀬大橋・大瀬大橋経由）が本線に指定され、祇園町交差点以南（安賀多橋経由）の従来区間は本路線の指定から外れている。国道218号交点以北の「延岡市道富美山通線」についても、岡富古川土地区画整理事業の完成以後に本路線への移管（旭化成旧レーヨン工場前・延岡駅前経由区間の市道移管）が予定されている（#歴史を参照）。

### 路線データ
- 起点：延岡市稲葉崎町2丁目（和田越交差点、国道10号交点）
- 終点：延岡市平原町5丁目（平原町交差点、国道10号交点）

## 歴史
- 1975年（昭和50年）9月30日 - 宮崎県告示第1320号により宮崎県道238号稲葉崎平原線として認定がなされる[1]。
- 1993年（平成5年）5月11日 - 建設省（現・国土交通省）から、一般県道稲葉崎平原線が稲葉崎平原線として主要地方道に指定される[2]。
- 1994年（平成6年）4月1日 - 宮崎県が整理番号を「238」から「16」へ変更。

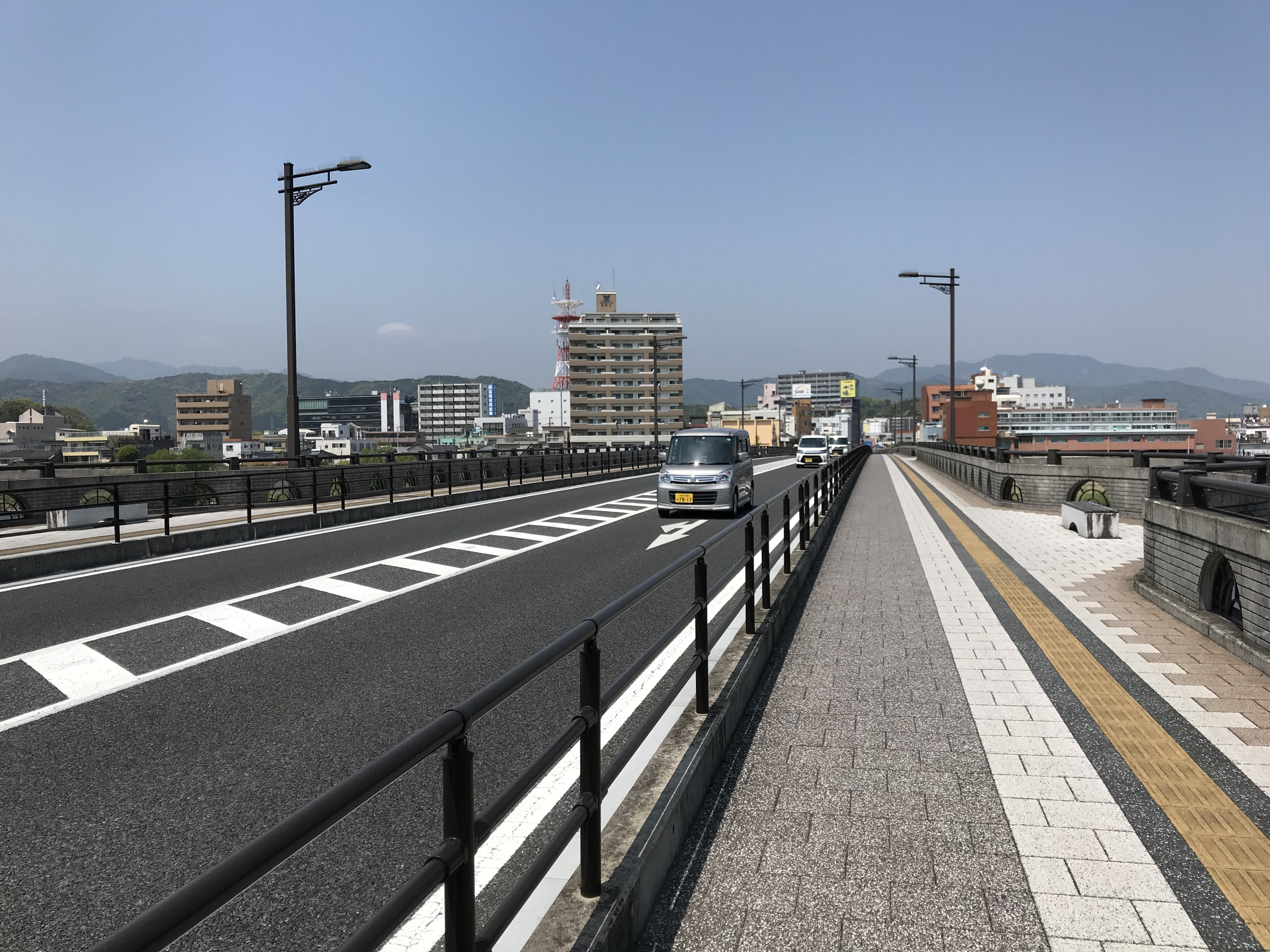
県道16号の一部として架け替えられた安賀多橋（2019年4月）
2023年現在は本路線の指定を外れている

- 2011年（平成23年）3月28日 - 安賀多橋の新橋が開通[3]。
- 2012年（平成24年）3月27日 - 延岡インターアクセス道路と国道218号（一般道区間）を結ぶ五ヶ瀬大橋が開通[4]。

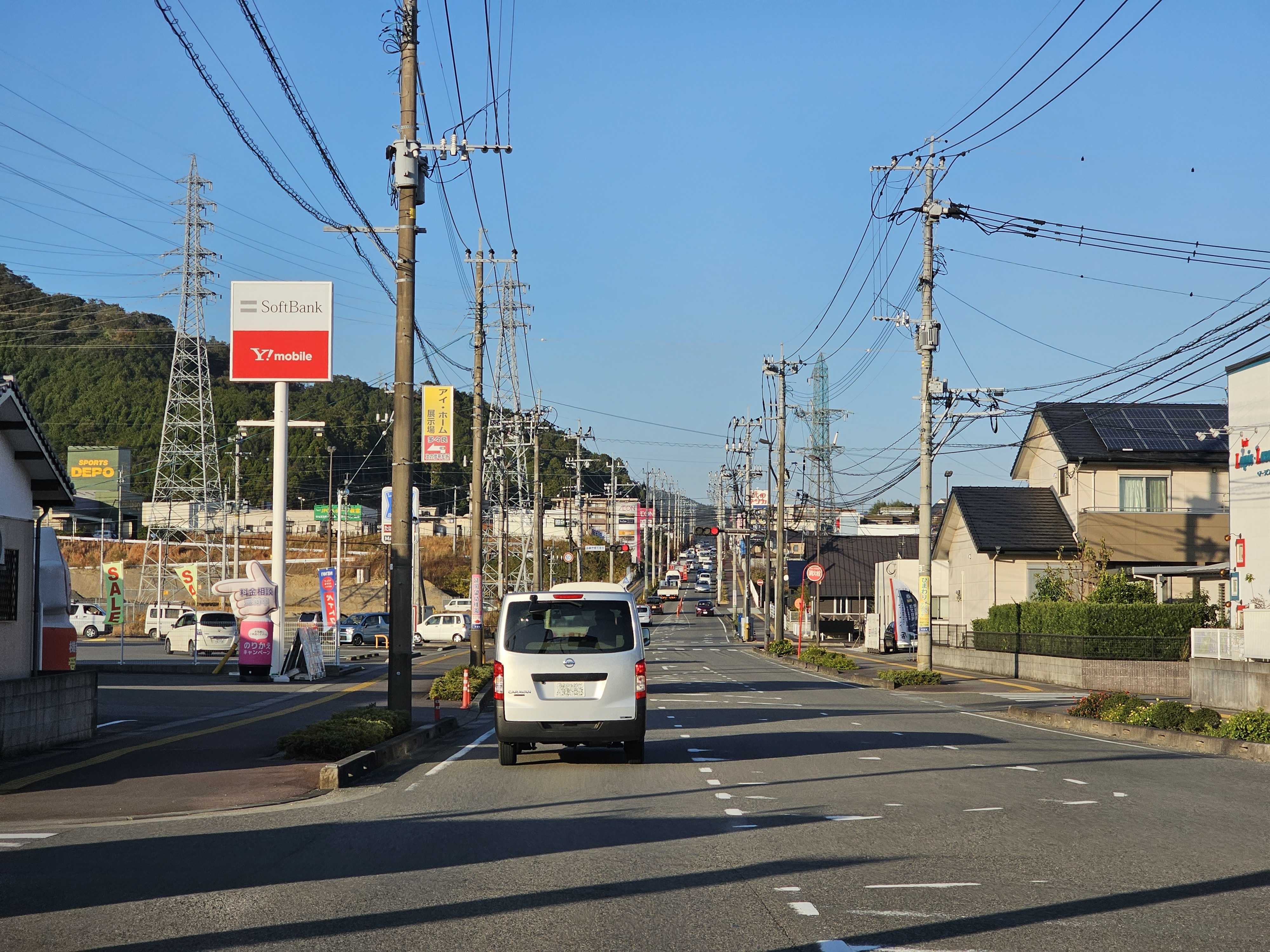
延岡市道として開通した延岡西環状線 岡富古川工区（2023年11月）

- 2013年（平成25年）3月26日 - 延岡市道として延岡西環状線 岡富古川工区、多々良工区が開通、五ヶ瀬大橋と接続[5]。当区間を含めた「延岡市道富美山通線」は将来的に県道への移管を予定しているが、岡富古川土地区画整理事業の完成による土地の権利整理が前提条件となっている[6]。
- 時期不明 - 延岡市の祇園町交差点 - 伊達町1丁目交差点の間の経路が、従来の旧国道10号経由から延岡西環状線経由へ変更される[7]。
- 2023年（令和5年）
  - 3月31日 - 市道富美山通線の県道移管（本路線の経路変更）を前提として、本路線と接続する宮崎県道220号延岡停車場線が路線廃止される[8]。「令和5年宮崎県告示第249号 道路の区域の変更」により、祝子橋南詰 - 五ヶ瀬大橋北詰（国道218号交点）間の距離が57.8メートル長く変更される。
  - 10月 - 延岡市役所が延岡駅前の下水道工事の案内において、従来本路線に指定されていた区間を「市道中川原愛宕線」と告知する[9]（この時点で岡富古川土地区画整理事業は未完了）。
- 2025年（令和7年）4月18日 - 市道富美山通線の県道移管（本路線の経路変更）の前提条件である、岡富古川土地区画整理事業の換地処分が行われる[10]。

## 路線状況

### 道路施設

#### 橋梁
- 稲葉橋（延岡市）
- 祝子橋（祝子川、延岡市）
- 五ヶ瀬大橋（五ヶ瀬川、延岡市）
- 大瀬大橋（大瀬川、延岡市）

## 地理

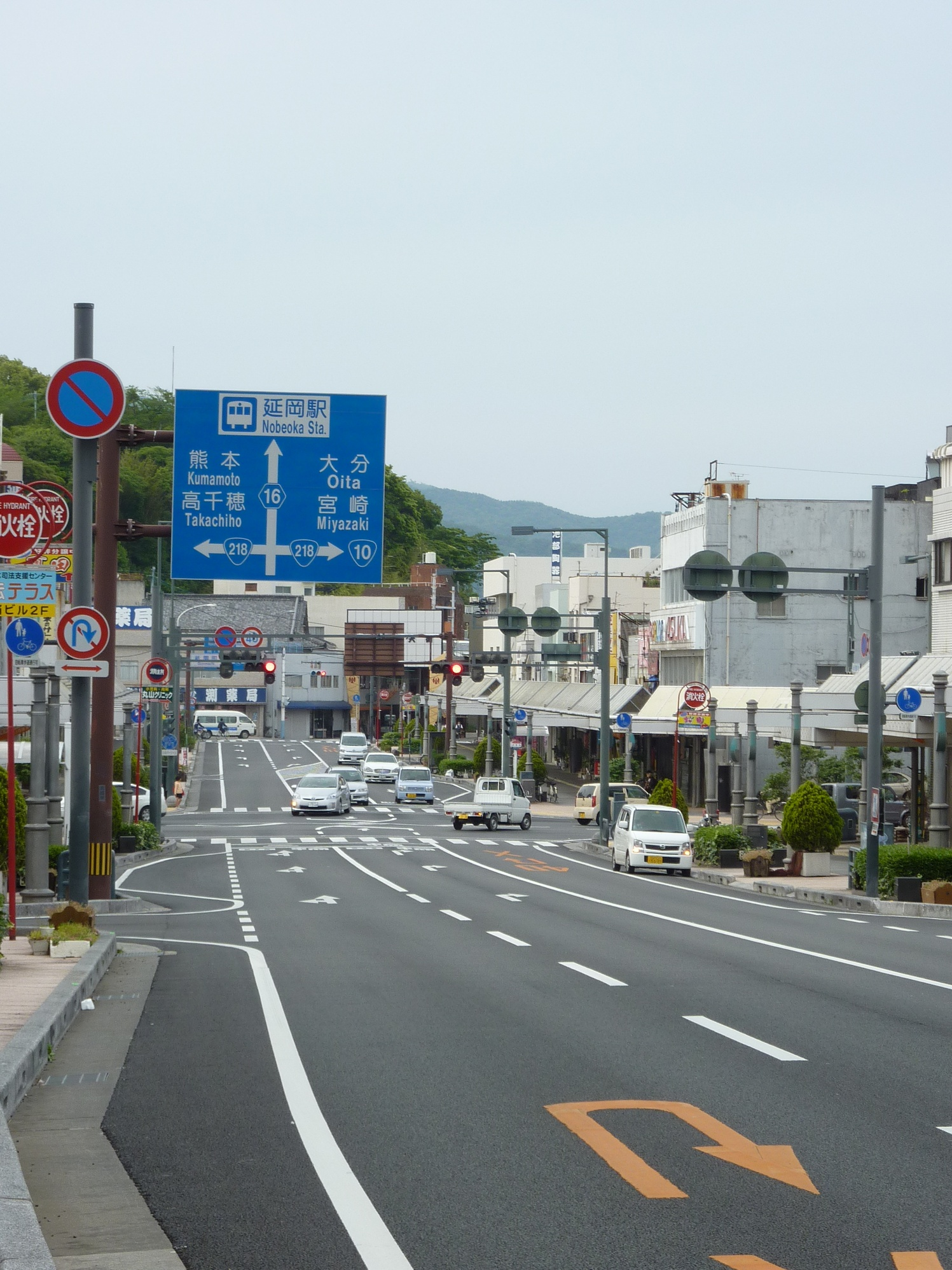
県道16号稲葉崎平原線（延岡市祇園町1丁目、従来区間）
当区間は岡富古川土地区画整理事業の完成後に市道へ移管される

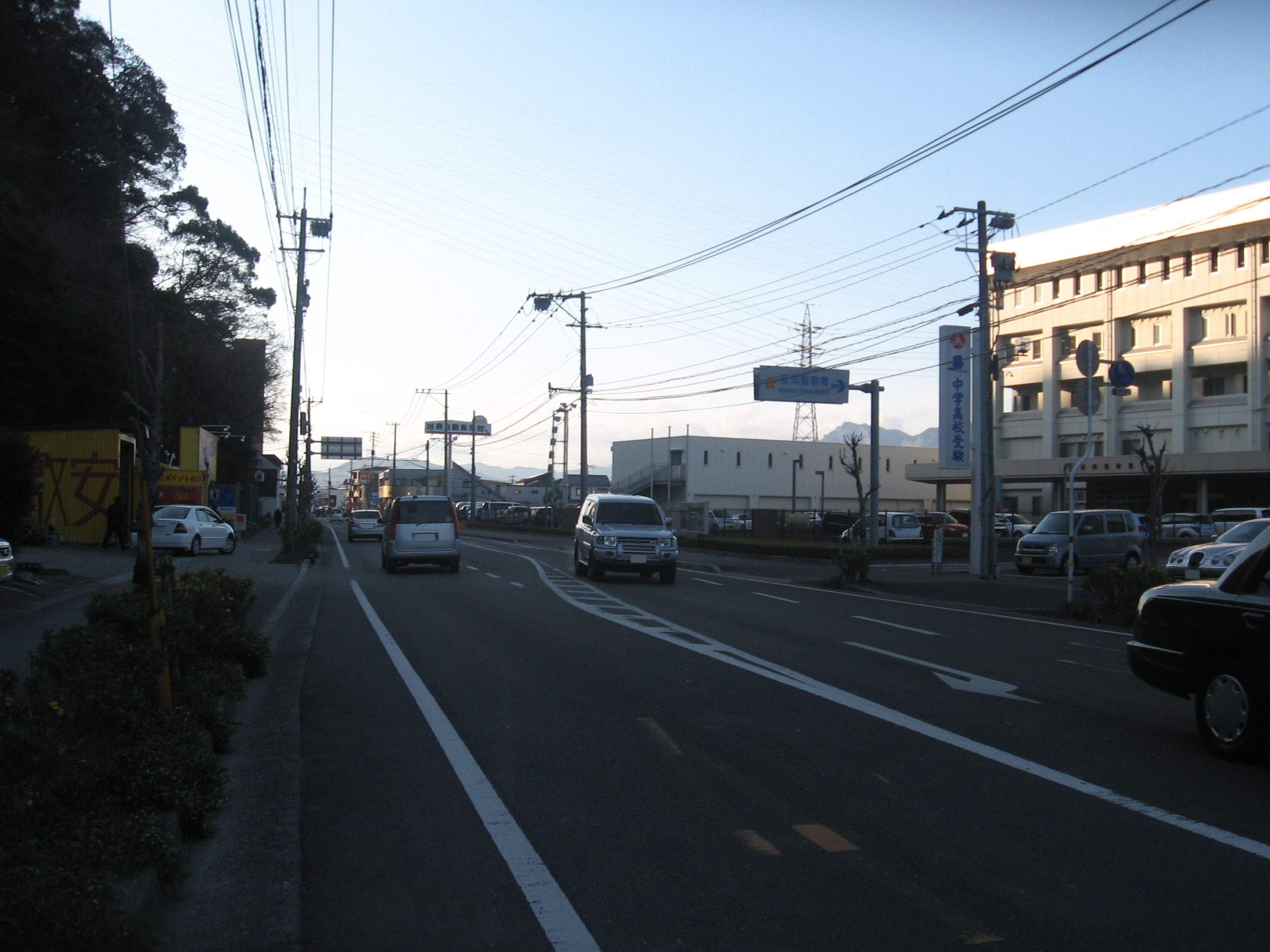
県道16号稲葉崎平原線（支線）＝愛宕通線（延岡市愛宕町3丁目）

### 通過する自治体
- 延岡市

### 交差する道路
| 交差する道路                | 交差する場所  | 交差する場所        |
| --------------------------- | ------------- | ------------------- |
| 国道10号 国道326号 重複     | 稲葉崎町2丁目 | 和田越交差点 / 起点 |
| 宮崎県道207号岩戸延岡線     | 富美山町      |                     |
| 国道218号                   | 古川町        |                     |
| 宮崎県道241号延岡インター線 | 大貫町1丁目   |                     |
| 宮崎県道225号八重原延岡線   | 古城町4丁目   | 恒富中学校前交差点  |
| 宮崎県道222号南延岡停車場線 | 構口町1丁目   | 南延岡駅前交差点    |
| 国道10号 国道388号 重複     | 平原町5丁目   | 平原町交差点 / 終点 |

### 交差する鉄道
- 日豊本線

### 沿線
- 延岡警察署 和田越交番
- 延岡市立東海小学校
- 延岡市立恒富中学校
- JR九州日豊本線 南延岡駅
- 延岡警察署